# 九龙镇 (绵竹市)
九龙镇，是中华人民共和国四川省德阳市绵竹市下辖的一个乡镇级行政单位。2019年被评为中国文化百强镇。
2019年12月，撤销遵道镇，将其所属行政区域划归九龙镇管辖。

## 行政区划
九龙镇下辖以下地区：
灵官楼社区、双同村、新龙村、清泉村和白玉村。